# الأساملة
قرى الأساملة ، وهي قرى تابعة لمنطقة جازان وهي يسكنها قبيلة الأساملة وهم من السادة النعامية تتبع قراهم لبلدية محافظة أبو عريش جنوب غرب المملكة العربية السعودية، تبعد 16 كم باتجاه الجنوب الغربي من مدينة أبو عريش.

## الموقع
تقع قرى الأساملة أو قبيلة الأساملة الشرفاء في منطقة زراعية وسط محافظة جازان، تبعد عن مدينة أبو عريش التابعة لها حوالي 16 كيلومتر، وتبعد حوالي 40 كيلومترا بالاتجاه الشرقي من مدينة جازان، عند خط طول 42 درجة وخط العرض 16 درجة.

## وصلات خارجية
- بيانات المجلس البلدي من الأمانة العامة لشؤون المجالس البلدية.[وصلة مكسورة]
- حصر الخدمات بالمدن والقرى بمنطقة جازان.
- دليل الخدمات بمنطقة جازان.
- مصلحة الإحصاءات العامة والمعلومات.